# Odontomyia annulipes
Odontomyia annulipes är en tvåvingeart som beskrevs av Macquart 1850. Odontomyia annulipes ingår i släktet Odontomyia och familjen vapenflugor. Inga underarter finns listade i Catalogue of Life.